# Воскресенське (Калузька область)
Воскресенське (рос. Воскресенское) — село в Ферзиковському районі Калузької області Російської Федерації.
Населення становить 115 осіб. Входить до складу муніципального утворення село Грабцево.

## Історія
Від 2004 року входить до складу муніципального утворення село Грабцево

## Населення
| 2002 | 2010 | 2011 |
| ---- | ---- | ---- |
| 96   | ↗126 | ↘115 |